# Prehistorie van Georgië

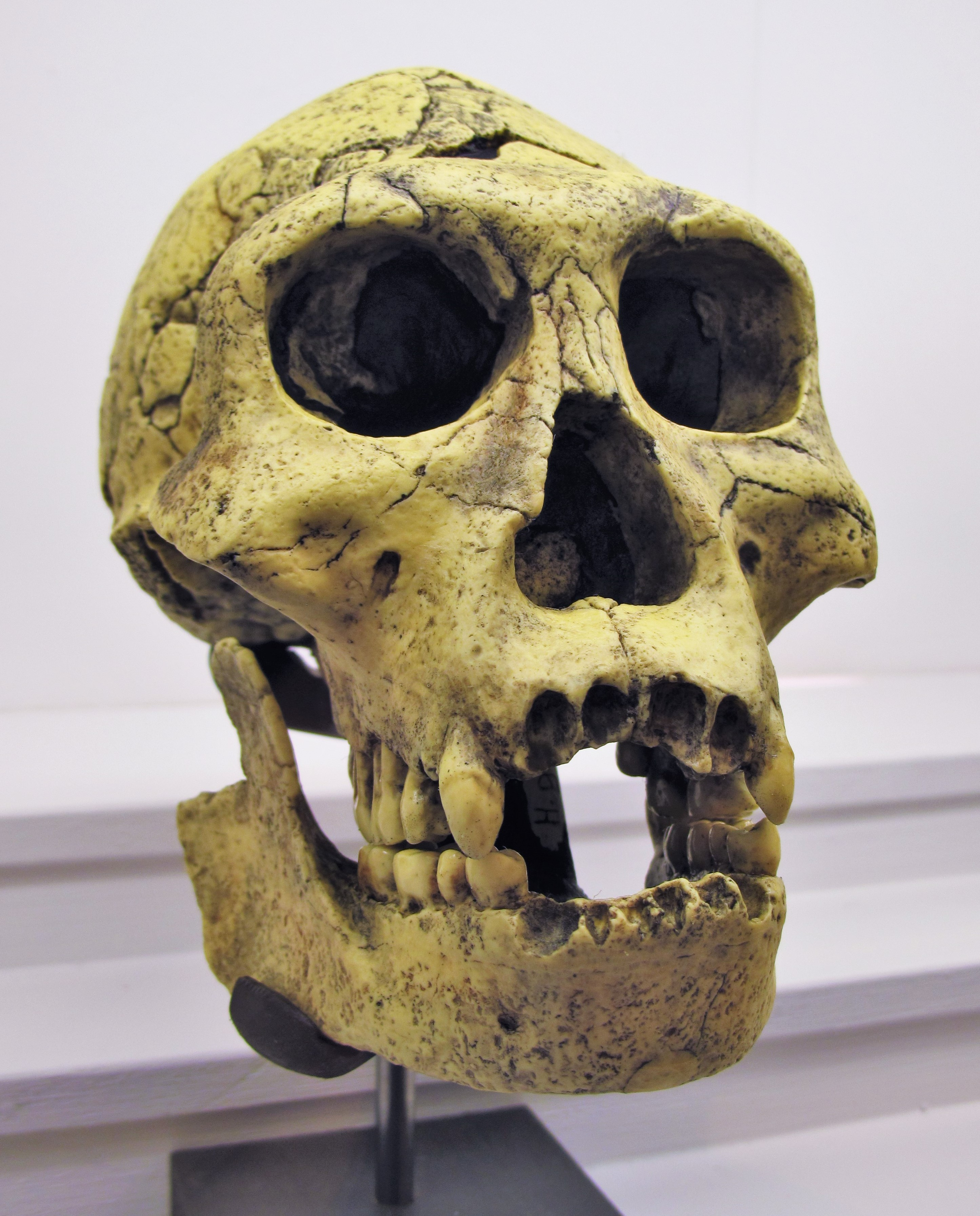
Kopie van een schedel van Homo georgicus

De prehistorie van Georgië is de periode tussen de eerste menselijke bewoning van het grondgebied van het huidige Georgië en de tijd waarin Assyrische en Urartische, en vooral latere Griekse en Romeinse bronnen, de proto-Georgische stammen in de reikwijdte van de geschreven geschiedenis brachten.

## Paleolithicum
Mensen wonen al voor een zeer lange tijd in Georgië, zoals aangetoond door de ontdekkingen van schedels van de Homo erectus bij Dmanisi in het zuiden van Georgië, die ook wel de Dmanisi-mensen worden genoemd. De archeologische laag waarin de menselijke overblijfselen, honderden Stenen werktuigen en talrijke dierlijke botten werden opgegraven, werd gedateerd op ongeveer 1,6-1,8 miljoen jaar oud. De vindplaats leverde het vroegste ondubbelzinnige bewijs op voor de aanwezigheid van mensen buiten het Afrikaanse continent.
Latere vroegpaleolithische Acheuléen-vindplaatsen bevinden zich in de hooglanden van Georgië, met name in de grotten van Koedaro en Tsona. Ook in andere regio's van Georgië zijn archeologische vondsten gedaan van de Acheuléen, bijvoorbeeld in het Dzjavacheti-plateau waar vuistbijlen werden gevonden.
De eerste permanent bewoonde nederzetting op Georgisch grondgebied dateert uit het middenpaleolithicum, meer dan 200.000 jaar geleden. Vindplaatsen uit deze periode liggen in Sjida Kartli, Imereti, Abchazië en andere regio's.
Beschermd door de bergen van de Kaukasus en profiterend van de temperende werking van de Zwarte Zee, lijkt het gebied tijdens het Pleistoceen als een biogeografisch refugium te hebben gediend. Deze geografische kenmerken spaarden de Zuidelijke Kaukasus van de ernstige klimaatschommelingen tijdens de ijstijden, en stonden mensen toe om gedurende millennia te gedijen.
Laatpaleolithische overblijfselen zijn onderzocht in Satsoerblia, Devis Chvreli, Sakazjia, Sagvarzjile, Dzoedzoeana, Samertschle Klde, Gvardzjilas Klde en andere grotten. In de Dzoedzoeanagrot werden de vroegste bekende geverfde vlasvezels gevonden, die werden gedateerd op 36.000 BP. In die periode lijkt het oostelijke gedeelte van de Zuidelijke Kaukasus dun bevolkt te zijn geweest, in contrast met de valleien van de Rioni en de Kvirila in West-Georgië.

## Epipaleolithicum
Het epipaleolithicum (ofwel mesolithicum) wordt in de Zuidelijke Kaukasus vertegenwoordigd door de Mesolithische Trialeticultuur, gedateerd tot de periode tussen 16.000 en 8.000 BP. 

## Neolithicum
Vanaf ten minste het begin van het 6e millennium voor Christus zijn de eerste tekenen van een neolithische cultuur en de overgang van jagen en verzamelen naar landbouw en veeteelt in Georgië te vinden. Vroeg-neolithische vindplaatsen bevinden zich voornamelijk in West-Georgië, waaronder Choetsoebani, Anaseoeli, Kistriki, Kobeleti, Tetramitsa, Apiantsja, Machvilaoeri, Kotias Klde, Paloeri en anderen. 
In het 5e millennium voor Christus raakte het bekken van de Koera ook structureel bevolkt. Nederzettingen zoals bij Tsopi, Aroetsjlo, en Sadachlo  in het zuiden van Kvemo Kartli onderscheiden zich door een langdurige culturele traditie, karakteristieke architectuur en een grote vaardigheid in de productie van stenen werktuigen. De meeste van deze vindplaatsen zijn gerelateerd aan de laat-neolithische Sjoelaveri-Sjomoecultuur. C14-dateringen van Sjoelaveri-locaties geven aan dat de vroegste van deze nederzettingen dateren uit het late 6e- begin 5e millennium v.Chr.

## Bronstijd

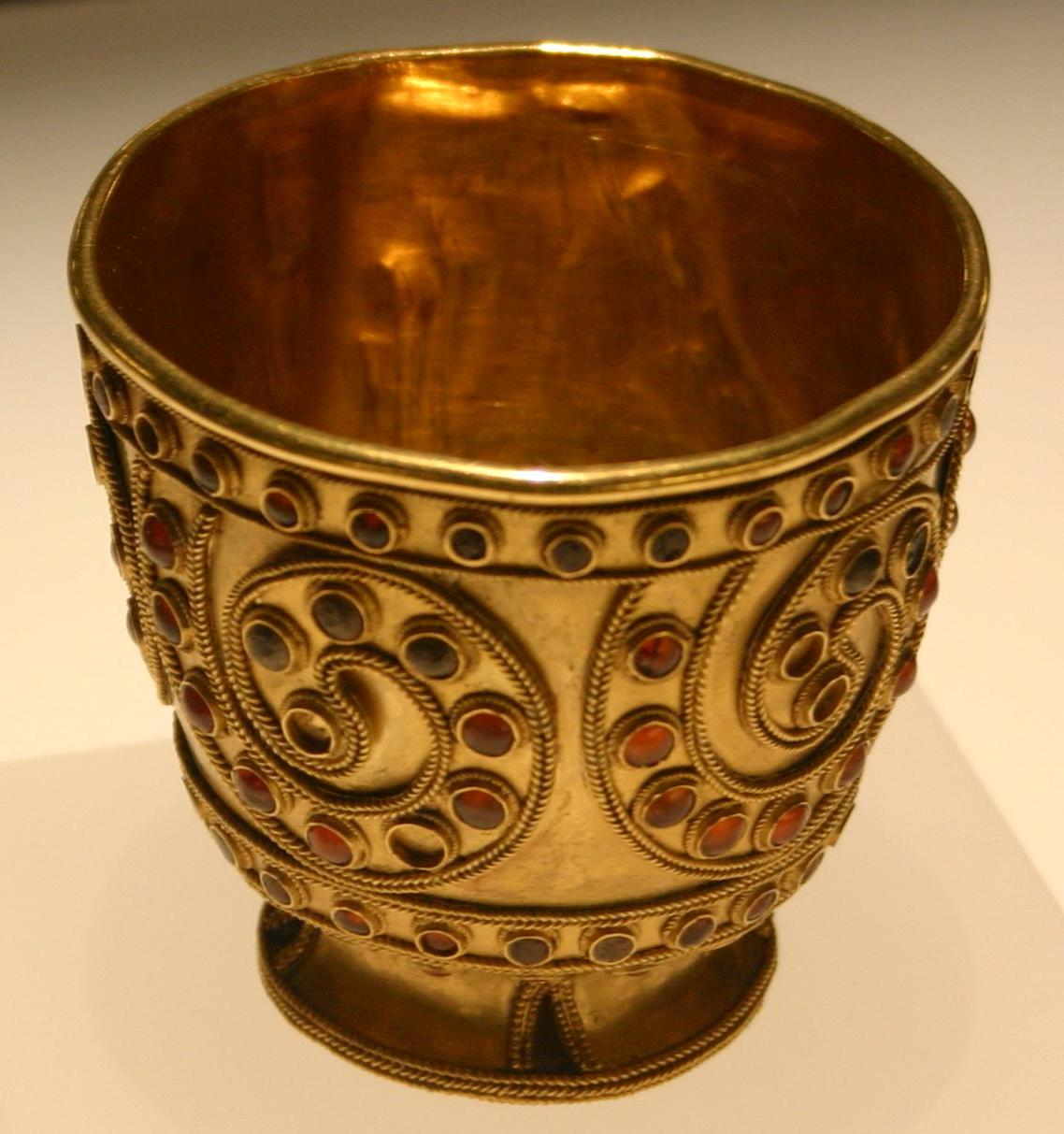
gouden kelk van de Trialeticultuur

De vroege metallurgie begon in Georgië tijdens het 6e millennium voor v.Chr. Zeer vroege metalen voorwerpen werden gevonden in lagen van de neolithische Sjoelaveri-Sjomoecultuur. Vanaf het begin van het 4e millennium werd het metaalgebruik uitgebreider in Oost-Georgië en in de hele Zuidelijke Kaukasus.
Van circa 3400 tot 2000 v.Chr. zag de regio de ontwikkeling van de Koera-Araxescultuur, dat zich centreerde rond de stroomgebieden van de Koera en Araks, de Koera-Arasvlakte. Tijdens dit tijdperk ontstond economische stabiliteit op basis van de vee- en schapenhouderij en vond er culturele ontwikkeling plaats. De lokale heersers lijken mannen van rijkdom en macht te zijn geweest. Hun grafheuvels bevatten fijn bewerkt gouden en zilveren vaatwerk, waarvan enkele gegraveerd zijn met rituele scènes die invloeden uit Zuidwest-Azië suggereren. Deze uitgestrekte en bloeiende cultuur stond in contact met de meer geavanceerde beschavingen van Akkadisch Mesopotamië, maar raakte geleidelijk in verval en viel uiteen in een aantal regionale culturen. Een van de eerste van deze opvolgculturen was de Martkopi-Bedenicultuur in Oost-Georgië.
Er zijn aanwijzingen van aanzienlijke economische ontwikkeling en toegenomen handel tussen de stammen aan het einde van het 3e millennium v.Chr. In West-Georgië ontwikkelde zich tussen 1800 en 700 v.Chr. een unieke cultuur, die bekend staat als de Colchiscultuur, en in Oost-Georgië bereikte rond 1500 v.Chr. de Mesolithische Trialeticultuur haar hoogtepunt.

## IJzertijd tot het begin van de klassieke periode
In de laatste eeuwen van het 2e millennium v.Chr. had ijzerbewerking zijn intrede gedaan in de Zuidelijke Kaukasus. De IJzertijd begon met de introductie op grote schaal van ijzeren gereedschappen en wapens, die van superieure kwaliteit waren ten opzichte van de tot dan toe van koper en brons gemaakte waren. Een dergelijke verandering vond in het grootste deel van Zuidwest-Azië waarschijnlijk niet voor de tiende of negende eeuw plaats.
Tijdens deze periode begon volgens taalkundigen de etnische en linguïstische eenheid van de proto-Georgiërs uiteen te vallen in verschillende takken die nu de Kartveelse taalfamilie vormen. De eerste om weg te breken was het Svanetisch in het noordwesten van Georgië in ongeveer de 19e eeuw voor Christus. In de 8e eeuw v.Chr. was het Zanisch, de vooranger van het Mingreels en Lazisch, een afzonderlijke taal geworden. Op basis van taal is vastgesteld dat de vroegste Kartveelse ethnos bestond uit drie gerelateerde stammen: de Karten, de Zanen (Colchiërs) en de Svanen, die uiteindelijk de basis van de moderne Kartvelisch-sprekende volksgroepen zouden vormen.